# نصب الراية لأحاديث الهداية
نصب الراية لأحاديث الهداية  للشيخ الإمام المحدث عبد الله الزيلعي، خرج فيه الإمام الزيلعي الأحاديث التي وردت في كتاب الهداية، وكتاب الهداية كتاب في الفقه الحنفي ألفه العلامة برهان الدين علي بن أبي بكر المرغيناني الحنفي المتوفى سنة 593 هـ، ولم يقتصر الزيلعي على تخريج أحاديث الهداية، بل زانه بإيضاح أدلة المخالفين .

## نبذة عن الكتاب
كتاب نصب الراية من أحسن كتب التخريج وأكثرها فائدة، لذلك اعتنى الحفاظ بتحصيله وتعليقه، ولخصه ابن حجر العسقلاني في الدراية في تخريج أحاديث الهداية.
تظهر أهمية الكتاب لامتلاء كتب الفقه عموما، وفقه الحنفية خصوصا بالأحاديث الموضوعة والباطلة، بَلْه الضعيفة المنكرة، وتساهل مدونو فقه المذاهب في حشر الأخبار وحشدها انتصارا لمذاهبهم قبل التبين والتثبت من صحتها، فراجت كثير من البواطيل وشاعت وذاعت، وكثير منها مما لا أصل له في كتب الحديث.

## بعض الأقوال عن الكتاب
| نصب الراية لأحاديث الهداية | اعتمد في كل باب أن يذكر أدلة المخالفين، ثم هو في ذلك كثير الإنصاف؛ يحكي ما وجده من غير اعتراض ولا تعقب غالبا | نصب الراية لأحاديث الهداية |

| نصب الراية لأحاديث الهداية | والكتاب يعتبر موسوعة ضخمة لتخريج أحاديث الأحكام سواء التي استدل بها الحنفية وغيرهم من أصحاب المذاهب الأخرى؛ فهو حاوٍ لجل ما يستدل به الفقهاء من سائر أصحاب المذاهب المتبوعة، وهذه ميزة عظيمة يمتاز بها هذا الكتاب الجليل | نصب الراية لأحاديث الهداية |

## طريقة الزيلعي في تخريج الأحاديث
- يذكر نص الحديث الذي أورده الإمام علي بن أبي بكر المرغياني الحنفي في كتابه (الهداية)
- يذكر من أخرجه من أصحاب كتب الحديث وغيرها.
- يذكر طرق الحديث ومواضعه.
- يذكر المتابعات والشواهد من الأحاديث التي تدعم وتشهد للحديث الذي جاء في (الهداية) محور البحث.
- يذكر من أخرج المتابعات والشواهد مع بيان مواضعها في كتبها الخاصة.
- يُطلق على هذه المتابعات والشواهد من الأحاديث التي جاءت؛ استئناسًا لأحاديث الكتاب المراد تخريجه أحاديث الباب.
- إن كانت المسألة التي ورد فيها الحديث في كتاب (الهداية) خلافية يذكر الإمام الزيلعي الأحاديث التي استشهد بها العلماء والأئمة المخالفون لما ذهب إليه الأحناف.
- يطلق على الأحاديث التي استشهد بها أصحاب المذاهب الأخرى غير الأحناف أحاديث الخصوم.
- يقوم بتخريج أحاديث المخالفين الذين سماهم بالخصوم للأحناف؛ فيذكر مَن أخرجها ومواطنها في كتب الحديث بكمال النزاهة والإنصاف.
- رتب الإمام الزيلعي كتابه (نصب الراية لأحاديث الهداية) حسب ترتيب الكتب الفقهية الموجودة في كتب الفقه؛ مقتديًا بالكتاب الأصلي الذي يريد تخريجه وهو كتاب (الهداية)